# Åssjejauratj (Arvidsjaurs socken, Lappland)
Åssjejauratj är en sjö i Arvidsjaurs kommun i Lappland och ingår i Piteälvens huvudavrinningsområde. Sjön har en area på 0,0697 kvadratkilometer och ligger 432,1 meter över havet.

## Delavrinningsområde
Åssjejauratj ingår i det delavrinningsområde (732286-165196) som SMHI kallar för Mynnar i Malmesjaure. Medelhöjden är 416 meter över havet och ytan är 21,84 kvadratkilometer. Det finns inga avrinningsområden uppströms utan avrinningsområdet är högsta punkten. Åssjejauratj-jåkkå som avvattnar avrinningsområdet har biflödesordning 3, vilket innebär att vattnet flödar genom totalt 3 vattendrag innan det når havet efter 165 kilometer. Avrinningsområdet består mestadels av skog (83 procent) och sankmarker (15 procent). Avrinningsområdet har 0,56 kvadratkilometer vattenytor vilket ger det en sjöprocent på 2,6 procent.